# Сперрилит
Сперрили́т — минерал, природный диарсенид платины PtAs2, который является основной рудой платины. Был назван в честь Фрэнсиса Луи Сперри (1861—1906), химика из Садбери, Онтарио, который обнаружил его.

## Общее описание
Это самый распространенный минерал платины, встречающийся во всех типах месторождений. Полезные ископаемые, с которыми связан сперрилит, — халькопирит, галенит, пирротин, ворнит, сфалерит, магнетит, пентландит, самородное золото, хромит, ильменит, куприт и пирит. Кроме того, связан с другими очень редкими минералами, такими как кутулскит, тестивиопалладит и т. п.
В большинстве своем сперрилит остаётся неиспользованным из-за небольшого количества рациональных способов добычи. Самые важные месторождения в Садбери, Онтарио (Канада), Бушвельд в Трансваале (ЮАР), Австралии, Сибири (Россия), Финляндии и штатах Колорадо и Монтана, США.